# Ficheux
Ficheux je francouzská obec v departementu Pas-de-Calais v regionu Hauts-de-France. V roce 2014 zde žilo 497 obyvatel.

## Poloha obce
Sousední obce jsou: Agny, Blairville, Boiry-Sainte-Rictrude, Boisleux-au-Mont, Hendecourt-lès-Ransart, Mercatel a Wailly.

## Vývoj počtu obyvatel
Počet obyvatel